# Гови Сумбер
Гови Сумбер (на монголски: Говьсүмбэр) е един от 21 аймаци в Монголия. Административният център на провинцията е град Чойр.
Площта му е 5540 квадратни километра, а населението – 17 489 души (по приблизителна оценка от декември 2018 г.).
На север граничи с аймак Тьов, на юг с Дорно Гови, на запад с Дунд Гови, а на изток с Хентий.
Гови Сумбер е третият най-малък аймак в страната, след Орхон и Дархан Ул. Това е и най-новата провинция в Монголия, създадена едва през 1996 г., след като 3 сума са отделени от аймака Дорно Гови.

## Административно деление
| Сум      | Монголски               | Население (2002) | Площ (km²) | Гъстота (/km²) | Население на центъра на сума (2002) |
| -------- | ----------------------- | ---------------- | ---------- | -------------- | ----------------------------------- |
| Баянтал  | на монголски: Баянтал   | 550              | 920        | 0.60           | 120                                 |
| Шивегови | на монголски: Шивээговь | 3500             | 868        | 4.03           | 1800                                |
| Сумбер   | на монголски: Сүмбэр    | 9207             | 3768       | 2.44           | 7588 *                              |

* – административният център на аймака Чойр